# Antonín Reichenauer
Antonín Reichenauer, ou František Antonín Reichenauer (appelé Anton Reichenauer, Johann Anton Reichenauer et Franz Anton Reichenauer en allemand), probablement baptisé le 26 mars 1696 à Bílina et mort le 17 mars 1730 à Jindřichův Hradec, est un compositeur bohémien de musique baroque.

## Biographie
On considère habituellement qu'Antonín Reichenauer est né vers 1694 à Prague dans le Royaume de Bohême,,,,,.
Mais, selon Vojtěch Podroužek, le compositeur peut très probablement être identifié avec František Antonín Reichenauer, baptisé le 26 mars 1696 à Bílina dans le nord-ouest du royaume de Bohême, car la date de baptême correspond à l'âge de 34 ans indiqué dans l'acte de décès du compositeur à Jindřichův Hradec en 1730.
Nous n'avons aucune information concrète sur les origines de Reichenauer.
La première apparition de Reichenauer dans les archives historiques date du début des années 1720 à Prague : en 1722, il est mentionné comme directeur de chœur à l'église dominicaine Sainte-Marie-Madeleine dans la ville basse de Prague.
En 1723, il entre au service du comte Wenzel Morzin (1674-1737),, qui possédait un orchestre qui, dès 1714, était mentionné dans les archives comme une « kapelle » qui, en termes d'excellence, n'avait pas d'égal dans le royaume de Bohême.
Le comte Morzin était un connaisseur et un amateur de musique instrumentale italienne qui avait fait la connaissance d'Antonio Vivaldi lors d'un voyage en Italie en 1718, alors qu'il accompagnait ses deux fils à Rome pour la première étape de leur « Grand Tour ». Un an plus tard, Vivaldi envoie des compositions de sa plume à Morzin et reçoit une très belle récompense. Le contact entre Morzin et Vivaldi se transforme alors en une relation permanente et le « Prêtre roux »  devient le « maestro di musica in Italia » du comte, qui est d'ailleurs le dédicataire des Quatre Saisons.
Au cours des années 1720, le comte Morzin emploie plusieurs compositeurs, comme Johann Friedrich Fasch, Antonín Reichenauer et Christian Gottlieb Postel.
Après la mort du comte, sa « kapelle » fut dissoute et les musiciens durent chercher du travail ailleurs. De la collection musicale qui faisait sans aucun doute partie de la succession de Morzin et qui devait certainement contenir de nombreuses pièces concertantes de compositeurs bohèmes aux côtés des œuvres de Vivaldi, rien n'a survécu.
Antonín Reichenauer entre alors au service du comte Czernin, avant de devenir organiste à l'église paroissiale de Jindřichův Hradec (Neuhaus en allemand) dans le sud du royaume de Bohême, où il meurt prématurément à 34 ans seulement le 17 mars 1730,,,,,,.

## Œuvre
Johann Anton Reichenauer était un compositeur relativement prolifique qui écrivait à la fois de la musique religieuse et instrumentale.
Ses œuvres sacrées se trouvent dans de nombreuses collections de musique tchèque, mais son œuvre instrumentale n'a survécu qu'à l'étranger, entre autres dans les archives et bibliothèques de Bavière, de Silésie, de Saxe et de Hesse, : cette œuvre de « style vivaldien » se compose de concertos pour hautbois, basson, violon et violoncelle, mais aussi de sonates en trio et d'ouvertures orchestrales. Les concertos pour solistes de Reichenauer ont clairement été composés pour des solistes très compétents et avec une grande compréhension des principes du genre. Le compositeur a suivi certains principes de composition subtils du concerto de Vivaldi de plus près que la plupart des nombreux imitateurs ultérieurs du très populaire « Prêtre roux ».
Les concertos pour basson de Reichenauer, au « caractère vivaldien marqué », ont été écrits pour un bassoniste de premier ordre qui faisait partie de l'orchestre du comte Morzin : Anton Möser.

## Enregistrements
Reichenauer apparaît sur plusieurs enregistrements publiés par le label discographique tchèque Supraphon dans la série Music from Eighteenth-Century Prague :
- Concertos, œuvres d'Antonin Reichenauer par Sergio Azzolini (basson), Xenia Löffler (hautbois) et Lenka Torgersen (violon) avec l'ensemble Collegium 1704 dir. Václav Luks (Supraphon, SU 4035-2, 2010)

- Concertos II, œuvres d'Antonin Reichenauer par Luise Haugk (basson), Jana Chytilová (violon), Marek Špelina (flute) et Marek Štryncl (violoncelle) avec l'ensemble Musica Florea dir. Marek Štryncl (Supraphon, SU 4056-2, 2011)

- Musici da Camera, œuvres d'Antonin Reichenauer, František Jiránek, Antonio Vivaldi, Johann Friedrich Fasch, Antonio Caldara, František Ignác Tůma et Johann Georg Orschler, par Sergio Azzolini (basson) et Lenka Torgersen (violon) avec l'ensemble Collegium Marianum, dir. Jana Semerádová (Supraphon, SU 4112-2, 2012)